# Holland Park

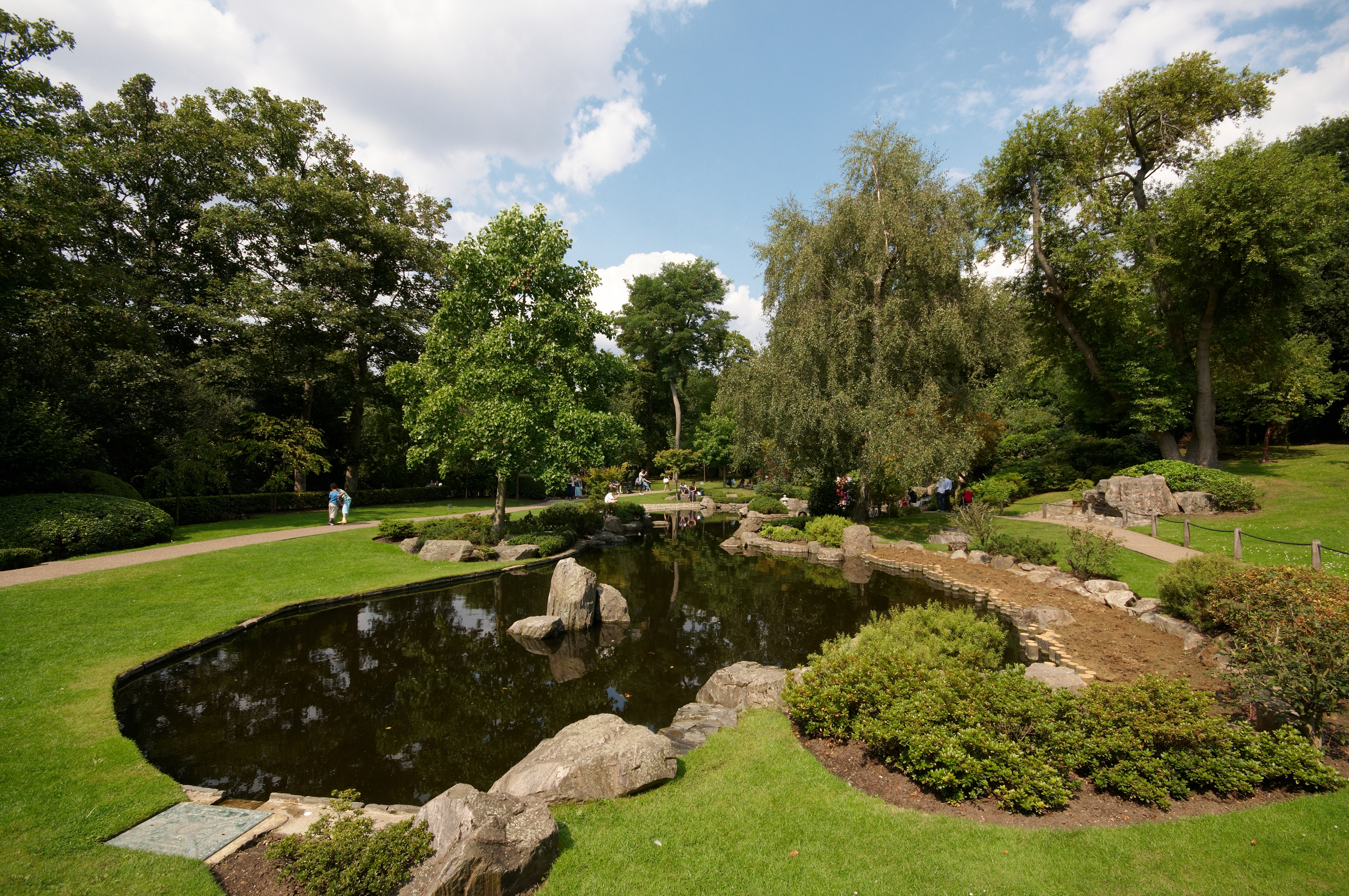
I Kyoto Gardens a Holland Park

Holland Park è il nome di un quartiere e di un parco pubblico del borgo reale di Kensington e Chelsea, a Londra. Considerata una delle zone più esclusive della città, Holland Park è molto conosciuta per le sue architetture vittoriane e per le sue boutique e ristoranti di lusso.

## Storia
Holland House era la residenza fatta costruire nel 1605 da Sir Walter Cope ed è stata una delle prime grandi case della zona. Nell'Ottocento fu un ritrovo di discussione letteraria ed ospitò personaggi come George Byron, Thomas Macaulay, Benjamin Disraeli, Charles Dickens e Walter Scott.
Il quartiere era di natura rurale sino all'Ottocento, quando venne coinvolta da numerosi interventi edilizi. Di questi, uno dei più interessanti è sicuramente quello della Royal Crescent, progettata nel 1839 da Robert Cantwell ispirata dalla piazza omonima presente a Bath. Da quel momento in poi, la zona venne destinata all'uso residenziale per l'alta borghesia

## Geografia antropica
L'omonimo parco si estende all'interno del quartiere per ventidue ettari (cinquantaquattro acri). La parte più a nord del parco è la più selvaggia e la meno frequentata; la parte centrale è la più conosciuta e sorge tutt'attorno alle rovine di Holland House, mentre la porzione meridionale del parco è destinata allo sport. 
Nel parco vi sono numerosi laghetti, una famosa limonaia, o alla francese orangerie, un campo da cricket, un giardino zen ed uno dei più attrezzati Ostelli della Gioventù di Londra. Tra gli animali molti scoiattoli e, presenza inusuale per un parco londinese, pavoni.
Ambasciate di molti paesi hanno sede in questa prestigiosa zona, divenuta nel Novecento uno dei quartieri più costosi di Londra e probabilmente di tutto il mondo, con immobili che mediamente superano il costo di dieci milioni di sterline.